# マダガスカルにおける蚕
マダガスカルにおける蚕（マダガスカルにおけるかいこ）はランディ（マダガスカル語: landy）と総称される。マダガスカルではボロセラ属をはじめとするさまざまな種の蚕糸が、ランバ（Lamba）とよばれる織物の素材として古くから利用されてきた。
19世紀にマダガスカルを統一したメリナ王国において、絹織物は王侯貴族の着衣として重用され、製糸や養蚕、製糸、製織を専業とする氏族が成立した。また、民間においても遺体を包む屍衣や祖先に捧げる布としての儀礼的使用がおこなわれた。メリナ王権で確立した野蚕・家蚕の生産システムはフランスによるマダガスカルの植民地化後も維持され、この時代、着衣としての絹織物はメリナ人を中心に民間人の正装として普及した。
マダガスカルの独立後、それまで敷かれていた森林保護政策が失われると、蚕の餌となるタピア林が減少し、野蚕の価格は急騰した。このことにより、屍衣としての絹織物の生産は低調になったが、一方で、絹織物は中産階級の衣服として依然として人気である。また、観光客の増加と欧米における天然繊維への関心の高まりが影響し、海外向け絹製品の市場も成立している。

## 蚕の種類と分布

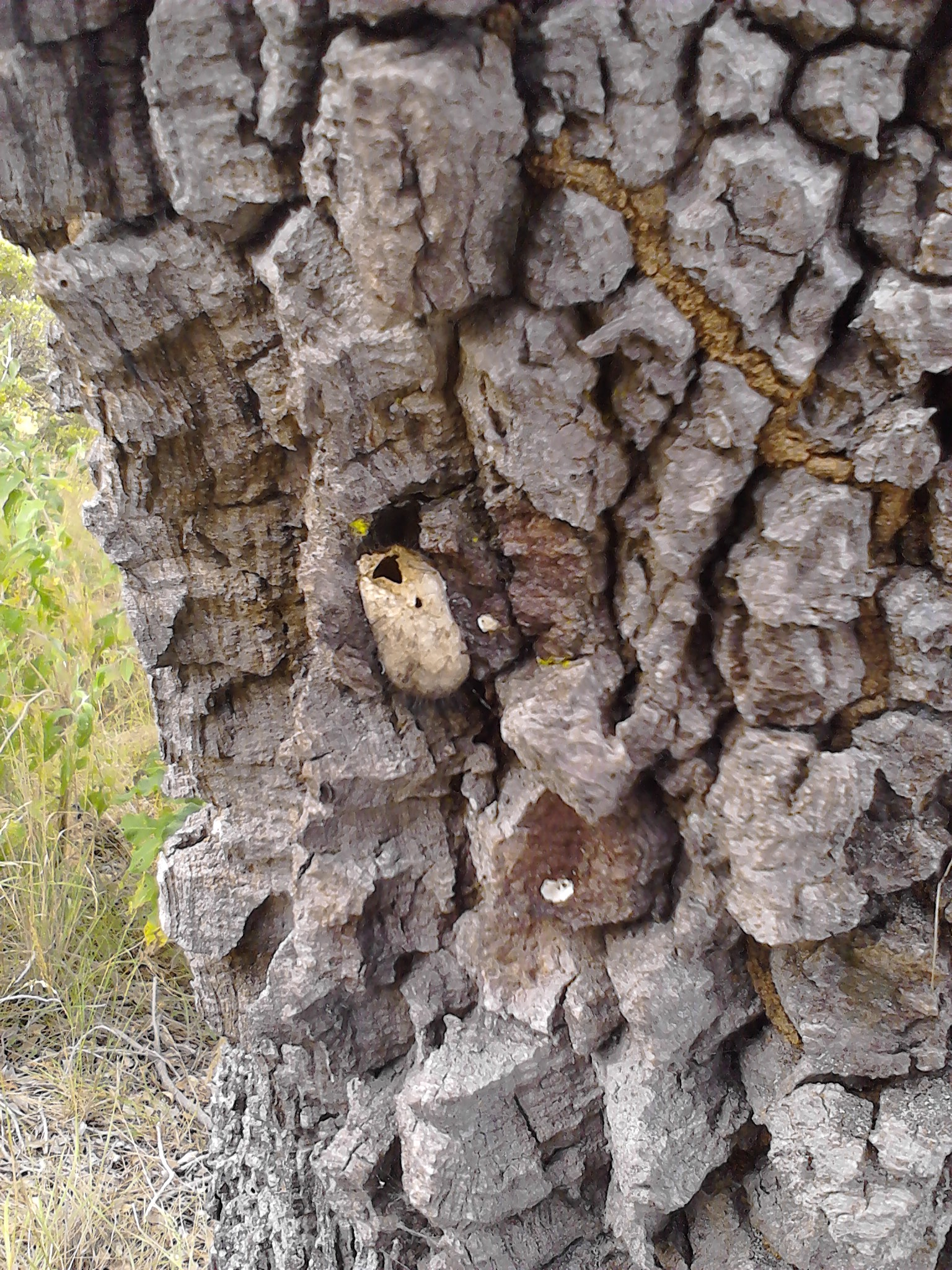
タピアの木に付着したマダガスカルトゲマユカレハの繭。

マダガスカル語で蚕はランディと呼ばれる。ランディは大きく野蚕のランディベ（Landi Be、「大きな繭」）と、家蚕のランディケリ（Landi Kely、「小さな繭」）に分類される。
マダガスカルの野蚕のうち、もっとも代表的なのはマダガスカルトゲマユカレハ（Borocera madagascariensis）やボロセラ・カジャニ（Borocera cajani）、ボロセラ・マルジネプンクタタ（Borocera marginepunctata）などのカレハガ科ボロセラ属の蛾であり、単に「ランディベ」という場合はこの種を指すことが多い。ランディベはおもに中央高地に生息し、タピアの葉を食餌とする。また、マダガスカルにはシャチホコガ科ヒプソイデス属（Hypsoides）の一種と考えられるサランガ（Saranga）やブドゥルケ（bodoroke）、学名の同定が不明確なグナラ（gonara）といった、様々な野蚕がいる。サランガとブドゥルケは北東部から東部にかけて、グナラは西南部に生息し、いずれもランディベの個体数減少をうけて積極的な利用がはじまったと考えられている。グナラの糸はランディベの糸より黒く、光沢もなく、手触りも悪いため安価で取引される。サランガの生地は白く美しいため高値で取引される。ブトゥルケはサランガを扱う業者がわずかに取り扱う。
ランディケリこと家蚕は、19世紀にインド・中国・日本・フランスなどの各所から導入された。これらの家蚕は、交雑を繰り返し土着化している。これをランディガシ（Landi Gasy）と呼ぶ。ランディガシは近年、日本やタイから導入された大型重量の家蚕種に置き換えられつつある。

## 利用

### 絹織物
マダガスカルでは「ランバ」とよばれるまとい布が伝統衣装として用いられている。絹糸は、牛革・豚革・ラフィア・木綿などと並ぶランバの材料のひとつであるが、特に、絹という素材は高貴なものとして扱われてきた。
染色された野蚕糸で織られた縞模様のランバは、歴史的には中央高地を中心に、ほぼ全土の王侯貴族や首長によって特権的な衣服として用いられてきた。また、マダガスカルでは、蚕自体が神を意味するアンヂアマニチャ（andriamanitra）の名で呼ばれることもある。マダガスカルの年配者にはファマディハナ（後述）などの影響もあり、絹のランバを貴族や年長者のみが着衣できるものであると考えているものもいる。
マダガスカル人は、故人の遺骸を包む際に野蚕布を用いる。また、彼らは遺骸を5年から10年置きに掘り返し、ランディベの糸で織られた屍衣を取り替える。この風習をファマディハナもしくはファムヌサン・ヂャザナ（famonosan-drazana）と呼ぶ。赤く染められた屍衣のことをランバメナ（laｍbamena）と、その上にかぶせる明るい色の屍衣をランバランディ（lambalandy）と呼ぶ。ランバメナは王の衣装としても用いられる。ファマディハナの風習は、並行する霊的世界に存在する者たちが生者の世界と絶えず交流するという、マダガスカルの先祖崇拝の重要な部分を構成している。屍衣で遺体の身を包む風習は故人に敬意を示すためのものであり、これをおこなわないことは遺体を裸にし、人間としての地位や尊厳を奪う行為であるとみなされる。
中央高地では、野蚕布が死者の衣装である一方で、家蚕布は生者の衣装というイメージが浸透している。女性は、教会や儀式に赴くときの正装として、ランバフィタフィ（lambafitafy）とよばれる、白い生糸でモチーフを織りだした家蚕布のショールを羽織る。また、布全面に緯糸浮き織りでモチーフを織り入れたランバ・アクティファハナも、結婚式の儀礼やファマディハナで用いられる。かつてのメリナ王国では鮮やかで精巧な絹織物がつくられたものの、現代のマダガスカルでそうした織物は下火であり、ほとんどは、生糸で文様を織り入れた単色の織物である。

### 食用
マダガスカル人は野蚕・家蚕のいずれについても、蛹を食用に供する。ランディベの蛹は5月から6月、11月から12月の間、ランディケリの蛹は6月を除いて通年採取される。これらの蛹は、揚げて軽食として、あるいは鶏肉や米とともに食事として食べられたりする。

### 産業
2012年の研究によれば、マダガスカルではおよそ10,000世帯が絹産業に関与しており、養蚕農家・繭の仲買人・製糸業者・製織者などが生産と流通のネットワークを形成している。
ランディベの絹織物は、その希少さから数メートルでも100ドルから200ドルで取引される。おなじランディベでも生息地によって繊維の色と質は異なり、繭が白く大きいほど市価は高まる。もっとも上質な繭がとれるといわれているのはラヌヒラ地方にあるイサル（Isalo）であり、この地方の農民はアンバラバウやアンブシチャから来る仲買人のために繭を採集する。彼らは蚕の繭を採集するため森に入るときは鉄製品を携帯しないといった儀礼的慣習を守るほか、繭が採れないときは牛を供犠して神に祈願する。
アンタナナリヴ近郊にはメリナ王国時代から養蚕を生業とする氏族がおり、マイツィのアンヂアマスアリヴ（Andriamasoarivo）氏族は、祖先と伝えられるワニを食べないといった、食のタブーを有するほか、「蚕は死穢を嫌うため、家族に死者が出ると育てている蚕は全滅する」といった養蚕にまつわる言い伝えを保持している。

## 利用史

### 植民地化以前

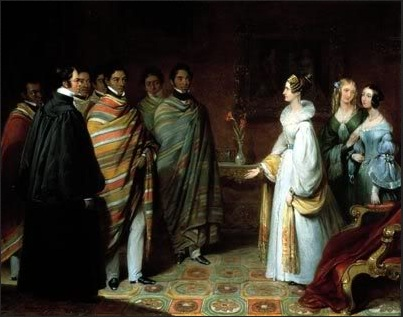
イギリスのメアリー・アデレード王女に謁見するマダガスカル大使。ランバを身にまとっている。 ラナヴァルナ1世治世下、1836年から1837年にかけて描画。

野蚕布の利用は、マダガスカルの多くの地域において古くからおこなわれており、中央高地のメリナやベツィレウを中心に、西部のサカラヴァ、南部のバラやマファハリ、タンヂュイなど、広い地域で野蚕布が王侯の衣装あるいは屍衣としてもちいられてきた。また、マダガスカルにはアラブ商人やインド商人が盛んに来航しており、家蚕布の輸入は家蚕が導入されるかなり以前からおこなわれていた。逆に、マダガスカルからアラブ世界に対しても、野蚕布の輸出がおこなわれていた。18世紀初頭のマダガスカルに滞在したロバート・ドルリーの日記には、当時この地域ですでに大量の絹が生産されており、さまざまな木から繭が採集されていた旨の記述がある。
メリナ王国のアンヂアナンプイニメリナは、アンタナナリヴ近郊一帯を養蚕・製糸・製織の地域に分け、それぞれの工程を専業とする氏族を定めたと伝えられている。メリナ王権のもとでは、絹は野蚕布・家蚕布ともに王侯貴族の特権的な衣装と定められた。一方で、庶民の間でも、絹織物は屍衣や、祖先に捧げる供物としてもちいられた。
1777年にマダガスカルを訪れたニコラ・メイユール（Nicolas Mayeur）は、当時の王であるアンヂアナンブアツィマルフィ（Andrianamboatsimarofy）と面会し、家蚕の導入を試みたが、うまくいかなかった。1816年にマダガスカルに遠征したジャック・シャルドゥヌ（Jacques Chardenoux）は、当時のメリナ国王ラダマ1世の義弟2人をモーリシャスに連れてゆき、養蚕を学ばせた。また、国王は1820年に、それまで王侯貴族のみに許されていた絹織物の着用特権を廃止し、ロンドン伝道会を頼り、製織・製糸・染織の技術者の派遣を要請した。国王は1823年の大集会で、臣民に桑の枝を配布し、桑葉の生産を奨励した。
また、メリナ王国が版図を広げていくなかで、野蚕布の生産・消費地も拡大していった。野蚕布生産の中心地のひとつである、アンブシチャのベツィレウ人の村では、メリナの製織氏族の出身者が役人として派遣されてきたという伝承がある。メリナ人の風習であった改葬もマダガスカル全体に広がり、それにしたがって野蚕布の需要も高まった。1860年代にヨーロッパから化学染料が導入されると、ヴァルハラカ（valoharaka）とよばれる鮮やかな色彩のランバが作られるようになり、ラナヴァルナ3世はこれらを外国の要人への贈り物として用いた。女王が1886年、アメリカ大統領のグロバー・クリーブランドに送ったランバは、国立自然史博物館に保管されている。また、ラダマ1世の時代、野蚕布はスーツといった西洋の衣装にも用いられた。一方で、19世紀以降、安価な綿布が大量に流入したことによってマダガスカル人の服飾は大きく変容し、重厚なランバはあまり好まれなくなった。

### 植民地期

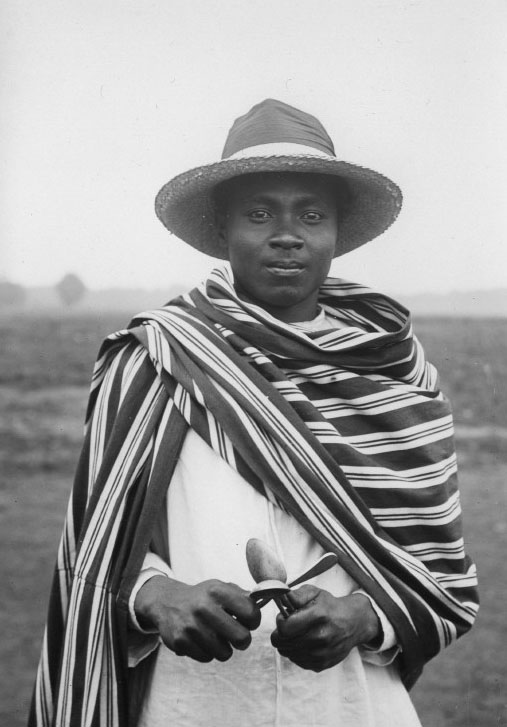
ランバを纏うサカラヴァ人男性の写真。1931年のパリ国際植民地博覧会で展示。

1896年、マダガスカルはフランスの植民地となった。初代マダガスカル総督のジョゼフ・ガリエニは、家蚕布を「マダガスカルの経済的将来に直結する重要な課題」とみなしており、タピア林がある地域においては絹による歳入を予期して地域区画を策定した。メリナ王国時代の蚕の生産システムはフランス植民地時代にも保持された。フランス政府は、アンブシチャの森林の繭の販売権と森林の管理業務とを組み合わせて入札させ、森林を保全した。また、植民地下マダガスカルでは王国時代にあった服飾規制が撤廃され、王侯貴族以外の人びともひろく絹を身にまとうようになった。家蚕布から織られるランバフィタフィ（lamba fitafy）はメリナ人の正装となり、伝統衣装として公式な場で用いられるようになった。
ガリニエは、家蚕布の輸出向け生産と野蚕布の軍服用生産を目指し、養蚕業の組織化を画策していたものの、これらはいずれも失敗した。植民地政府による輸出用絹の生産はその後も続いたものの、結局は地元の職人による現地向けのシルク生産のみが続いた。野蚕布は、葬儀に用いられるランバ・メナは生産され続けたものの、それまで縞の色や数が地位を表していた鮮やかな野蚕の織物は使われなくなり、やがてその製法の多くも失われていった。1920年代から1940年代にかけては、ピエール・ヘイドゥマン（Pierre Heidmann）がメリナ王国時代の模様織りシルク織物を復興しようと試みたものの、定着しなかった。

### 独立後
1960年、マダガスカルはフランスから独立した。しかし、独立後のマダガスカルではフランス植民地期のような森林管理が放棄され、タピア林の伐採が進んだ。このことによりランディベは減少し、野蚕織物の価格は上昇した。価格上昇により、低所得者層が屍衣として野蚕布を使うことをあきらめ、輸入綿布や化繊布をもちいるようになったことで野蚕布の需要は減り、多くの織工が綿布生産に軸足をうつした。
一方で、海外からの観光客の増加と、彼らの天然繊維への関心の高まりから、野蚕糸で織ったショールやマフラーの海外向け市場が形成された。また、観光客向けのお土産やマダガスカルの人びと同士でのクリスマスの贈り物として、家蚕もしくは家蚕と野蚕を交雑した種の絹で織ったショールやスカーフの需要も増加した。
そうした影響を受けて、首都の中産階層のあいだでは、おしゃれ着として家蚕織物のみならず野蚕織物の着用が流行した。また、ランバはマダガスカル人アイデンティティの象徴とみなされるようになり、1990年代から、マダガスカルの女性政治家はこぞってカラフルなランバを着るようになった。マダガスカルの家蚕絹は外貨獲得につながる数少ない地場産業のひとつとして注目されており、国連産業開発機構（UNIDO）は、スイスやイギリスの資金援助のもと各地で養蚕プロジェクトを展開している。